# Stenodyneriellus yanchepensis
Stenodyneriellus yanchepensis är en stekelart som först beskrevs av Giordani Soika 1961.  Stenodyneriellus yanchepensis ingår i släktet Stenodyneriellus och familjen Eumenidae. Utöver nominatformen finns också underarten S. y. nigrithorax.